# Anacréon (1757)
Anacréon (título original en francés; en español, Anacreonte) es una ópera en forma de acte de ballet en un acto con música de Jean-Philippe Rameau y libreto de Pierre-Joseph-Justin Bernard. Se estrenó el 31 de mayo de 1757 en la Ópera de París, como tercera entrée de una versión revisada de la opéra-ballet Les surprises de l'Amour. 
Rameau había escrito otra ópera con el mismo título en 1754. La obra anterior tenía libreto de Louis de Cahusac y una trama completamente diferente. Ambas están unidas por la figura del antiguo poeta lírico griego Anacreonte. La obra Les surprises de l'Amour se había representado la primera vez en 1748 y cuando se decidió reponerla en 1757 el prólogo alegórico, referido al Tratado de Aquisgrán, ya no era relevante. Esto significaba que la obra contenía entonces sólo dos entrées así que había que añadirle otro acto de aproximadamente la misma longitud que el prólogo. La versión revisada de Les surprises de l'Amour fue un gran éxito. Anacréon también se interpretó como obra separada en 1769 y 1771, después de la muerte de Rameau.

## Personajes
| Personaje                                        | Tesitura      | Reparto del estreno, 31 de mayo de 1757 (Director: - ) |
| ------------------------------------------------ | ------------- | ------------------------------------------------------ |
| Anacréon (Anacreonte)                            | bajo-barítono | Nicolas Gélin                                          |
| L'Amour (El amor)                                | soprano       | Mlle Lemière                                           |
| La Prêtresse de Bacchus (La sacerdotisa de Baco) | soprano       | Mlle Davaux                                            |
| Agathocle (Agatocles)                            | haute-contre  | François Poirier                                       |
| Euricles                                         | haute-contre  | Monsieur Muguet                                        |

## Argumento
La trama ligera se refiere a una discusión sobre los méritos relativos del vino, simbolizado por Baco, y el amor. Las ménades, seguidoras de Baco, pretenden que los dos son incompatibles y amenazan al poeta Anacreonte quien sostiene lo contrario. La pelea se resuelve en favor de Anacreonte por el Amor (Cupido).

## Grabaciones
- Anacréon Les Arts Florissants, William Christie (1 CD, Harmonia Mundi, 1982)
- Anacréon Les Musiciens du Louvre, Marc Minkowski (1 CD, Deutsche Grammophon, 1996)